# Othon Luiz Pinheiro da Silva
Othon Luiz Pinheiro da Silva (Sumidouro, 25 de fevereiro de 1939) é um engenheiro brasileiro dos ramos naval, mecânico e nuclear, vice-almirante do Corpo de Engenheiros e Técnicos Navais da Marinha do Brasil. Foi presidente da Eletronuclear.
A biografia de Othon está intimamente relacionada ao programa nuclear brasileiro. Ele é reconhecido e recebeu inúmeras homenagens por ter sido um dos principais responsáveis pelo desenvolvimento de uma tecnologia para enriquecimento de urânio, denominada ultracentrifugação. Isso permitiu que o país se tornasse independente por dominar toda a cadeia produtiva da energia nuclear, garantindo a construção do submarino de propulsão nuclear SN Álvaro Alberto (SN-10) e o abastecimento das usinas nucleares do país.
O vice-almirante foi preso pela primeira vez na Operação Radioatividade, 16ª fase da Operação Lava Jato desencadeada pelas delações de Dalton Avancini, um ex-executivo da empreiteira Camargo Corrêa. Posteriormente voltou a ser preso na Operação Pripyat, desdobramento da anterior que investigou denúncias de corrupção na Eletronuclear.
Othon foi condenado em primeira instância pelo juiz Marcelo Bretas a uma pena de 43 anos e ficou preso na Base de Fuzileiros Navais do Rio Meriti, em Duque de Caxias, na Baixada Fluminense. Ele foi libertado por um habeas corpus concedido em outubro de 2017 pelo Tribunal Regional Federal da 2ª Região. Em 2022 o Tribunal Regional Federal da 2ª Região revisou a condenação e substituiu a pena de prisão por restrições de direitos.

## Vida e carreira
Othon se graduou em 1960 na Escola Naval e em Engenharia Naval pela Escola Politécnica de São Paulo em 1966, com mestrado no Instituto de Tecnologia de Massachusetts (MIT) em 1978, concomitantemente com uma graduação em engenharia nuclear.
Retornado ao Brasil, foi incumbido de iniciar os primeiros estudos para um submarino nuclear brasileiro e liderou o Programa Nuclear da Marinha entre 1979 e 1994. Executado sigilosamente pela Marinha, o projeto resultou no desenvolvimento de uma tecnologia nacional para enriquecimento de urânio pelo método de ultracentrifugação, que atualmente produz parte do combustível das usinas nucleares de Angra dos Reis, no Rio de Janeiro.
Othon foi diretor de pesquisas de reatores do Instituto de Pesquisas Energéticas e Nucleares (IPEN) entre 1982 e 1984. Nesta época, foi ativamente vigiado pela CIA que mantinha um agente, Ray H. Allar, morando no apartamento ao lado daquele do almirante em São Paulo. Junto com Marcos Honauser, Othon controlava contas secretas pelas quais eram aplicadas verbas em programas nucleares paralelos. Descoberto pela jornalista Tânia Malheiros, que publicou o livro "Brasil, a Bomba Oculta", o caso foi alvo de inquérito, arquivado em 1988 pelo procurador Sepúlveda Pertence.
Em 1994, aposentou-se como vice-almirante e abriu uma empresa de consultoria para projetos na área de energia.

## Homenagens
Em 1994, recebeu do então presidente da República Itamar Franco a grã-cruz da Ordem Nacional do Mérito Científico. Em 2011, por iniciativa do deputado Gilberto Palmares, foi agraciado com o título de Benemérito do Estado do Rio de Janeiro.
Também recebeu a Ordem do Mérito Naval no grau de comendador, a Ordem do Mérito Militar como comendador, Ordem do Mérito Aeronáutico como comendador, a Ordem do Mérito das Forças Armadas como comendador, a Medalha do Mérito Tamandaré, Medalha do Pacificador, Medalha do Mérito Santos-Dumont e Medalha Militar de Ouro.
Em 2024, recebeu o título de doutor honoris causa da Universidade Federal da Bahia.

## Prisões e condenação
Em 2005, durante o primeiro mandato de Luiz Inácio Lula da Silva, assumiu a presidência da Eletronuclear, convidado pelo ministro de Minas e Energia, Silas Rondeau. Em sua gestão, as obras da usina de Angra 3, paradas por 23 anos, foram retomadas. Em abril de 2015 foi afastado do cargo, após denúncias de pagamento de subornos a dirigentes da empresa. Foi preso em 28 de julho do mesmo ano, durante investigações no contexto da Operação Lava Jato, que revelou indícios de pagamentos de 4,5 milhões de reais em propina feitos por um consórcio de empreiteiras. Preso no Rio de Janeiro na Operação Radiotividade, foi levado para a Superintendência da PF em Curitiba.
Em 6 de julho de 2016, voltou a ser preso pela PF, em uma operação desdobramento da Lava Jato, batizada de Pripyat, que apura corrupção na Eletrobras. Em agosto, o juiz  Marcelo Bretas, condenou o vice-almirante Othon a 43 anos de prisão pelos crimes de corrupção, lavagem de dinheiro, embaraço a investigações, evasão de divisas e organização criminosa durante as obras da usina nuclear de Angra 3.
Em outubro de 2017, Othon foi libertado por um habeas corpus concedido pelo Tribunal Regional Federal da 2ªRegião.
No começo de 2022 o Tribunal Regional Federal da 2ª Região reduziu a pena de Othon Pinheiro de 43 anos para quatro anos, dez meses e dez dias de prisão e substituiu a pena de prisão por duas penas restritivas de direitos.